# 77 (liczba)
77 (siedemdziesiąt siedem) – liczba naturalna następująca po 76 i poprzedzająca 78.

## 77 w nauce
- liczba atomowa irydu
- obiekt na niebie Messier 77
- galaktyka NGC 77
- planetoida (77) Frigga

## 77 w kalendarzu
77. dniem w roku jest 18 marca (w latach przestępnych jest to 17 marca). Zobacz też co wydarzyło się w roku 77.